# Kurt Singer
Kurt Singer (Berent, actualment Kościerzyna (Polònia), 11 d'octubre, 1885 - Camp de Theresienstadt, on va morir el gener de 1944., gener de 1944) va ser director d'orquestra, músic, musicòleg i neuròleg alemany.
Encara que la seva filla Margot Wachsmann-Singer el descrivia com "el més alemany dels alemanys", va ser acomiadat per ser jueu dels seus llocs de treball en la vida musical alemanya després que Hitler pugés al poder el 1933. Després es va bolcar a empren-aments de Berlín, una organització dedicada a la cultura jueva, per a jueus i representada per ells. Aquesta organització, que va existir del 1933 al 1941, va ser el més important a la vida de Singer, que va morir per intentar salvar-la.
Singer era fill d'un rabí. Va estudiar medicina i musicologia a Berlín, on es va docorà de neuròleg. Per combinar els seus interessos per la medicina i la música, el 1912 va fundar el Berliner Aerztechor (“El Cor del Doctor”), que també va dirigir. Durant la Primera Guerra Mundial, va ser metge militar i va obtenir una Creu de Ferro pel seu servei. Després de la guerra, es va exercir com a editor musical del diari "Vorwärts" de Berlín, l'òrgan central del Partit Socialdemòcrata d'Alemanya d'Alemanya. També va escriure i publicar treballs com Wesen und Heilwirkung der Musik (“El poder curatiu de la música”) i Berufskrankheiten der Musiker (“La malaltia professional dels músics”), i va conduir valuoses investigacions sobre la música folklòrica alemanya i els compositors Richard Wagner i Anton Bruckner. El 1927, els seus diversos èxits musicals el van portar a ocupar el lloc d'Intendent a l'Städtische Oper (Teatre de l'Òpera Municipal) de Charlottenburg, Berlin, sota la direcció de Heinz Tietjen.

## El nazisme puja al poder
Quan els nazis van pujar al poder, Singer va perdre el lloc. Un dels primers decrets del règim va ser la Gesetz zur Weiderherstellung des Berufsbeamtentums (“Llei per a la Restauració de l'Administració Pública Professional”) del 7 d'abril de 1933, sis dies després del boicot a emprenaments jueus. A través del paràgraf ari de la llei, “els funcionaris que no són d'origen ari” havien de ser acomiadats. Amb aquesta mesura, els que no eren aris no podien ocupar cap lloc al sector públic, especialment en institucions culturals com a conservatoris de música estatals, teatres d'òpera, sales de concert i teatres. En resposta a aquesta legislació nazi, al creixent antisemitisme i per simples càlculs matemàtics (Berlín tenia una important quantitat de població jueva), Kurt Baumann, qui havia treballat com a assistent de Singer al Teatre de l'Òpera Municipal de 1930 a 1932, va preparar un projecte detallat per a una associació cultural jueva i contacte Baumann va ser astut en contactar-ho. Singer havia somiat amb una organització similar i, com a veterà de combat i respectada figura als cercles nacionals alemanys, es va convertir en el portaveu perfecte d'aquesta iniciativa. Baumann i Singer van revisar el projecte inicial de l'Associació Cultural Jueva i després van reclutar altres líders jueus, com el Gran Rabí de Berlín, Leo Baeck, el periodista Werner Levie i el director d'orquestra Joseph Rosenstock, que havia estat remogut del seu lloc de director de música al Teatre Nacional de Mannheim. Quan Baumann es va acostar al crític de teatre Julius Bab amb el projecte, aquest últim –amb justificat escepticisme– va preguntar: “Ens permeten fer això?” Certament, no quedava clar com l'organització obtindria el suport del govern nazi.

Singer va ser un líder nat i, segons els ho va descriure, va ser un home carismàtic i de gran personalitat. Per generar interès en diverses oficines governamentals recorria a aquests atributs. Eventualment el van convidar a reunir-se amb Hans Hinkel, qui havia estat designat Cap de la Comissió del Teatre de Prússia pel nou ministre prussià Hermann Göring immediatament després de l'ascens de Hitler al poder. A l'abril de 1933, Hinkel va començar a negociar amb Singer els termes operatius de la creació de la Kulturbund. A mitjans de maig, Hinkel va convocar Singer a una trobada final amb Göring, que va advertir: 
| « | “Si tots fan les coses bé i obeeixen Herr Hinkel, llavors tot sortirà bé. Si es porten malament, aleshores hi haurà problemes i ho saben”. | » |

Així, la Kulturbund va rebre la “benedicció” del govern nazi i una de les societats més paradoxals de la història alemanya va començar.

## Període Kulturbund
Durant el període en què va funcionar la Kulturbund, Singer va fer tot el possible per satisfer les demandes de la heterogènia comunitat jueva, a través d'un repertori familiar i jueu. També va lluitar per mantenir l'organització malgrat les dificultats econòmiques i l'emigració. Per això, Singer es va contactar amb Kurt Sommerfeld, un ex músic de la Kulturbund, que se n'havia anat el 1936 per participar de la recentment fundada Orquestra Palestina. En una carta del 1937, va demanar a Sommerfeld que evités que més músics emigressin per unir-se a l'Orquestra. Encara que Singer habitualment ajudava membres de la Kulturbund perquè deixessin Alemanya, la seva devoció per la Kulturbund per moments fregava l'il·lusori mentre la situació dels jueus d'Alemanya empitjorava. Aquesta dissociació de la realitat esdevingué més perillosa l'any següent.

El 1938, Singer va viatjar als Estats Units, on va visitar la seva germana i va fer classes a la Universitat Harvard. Ernest Lenart, el cavaller templer de l'actuació inaugural de la Kulturbund (1933) a l'obra “Nathan, el savi” de Gotthold Lessing i emigrant des del 1938, va visitar Singer durant el seu viatge. Lenart li va explicar sobre la Nit dels vidres trencats, els pogroms catastròfics del 9 al 10 de novembre, i el va instar a quedar-se a Amèrica del Nord. Singer va respondre: “Estimat Lenart, he de tornar”. Tot i que li van oferir un lloc a la universitat durant la seva estada als Estats Units, per lleialtat i per la importància que li donava a la Kulturbund, Singer es va negar a quedar-se. Quan es va assabentar de la Kristallnacht, Singer va tornar a Europa per -segons les seves pròpies paraules- “salvar allò que es pugui salvar”. En camí a Rotterdam, amics i coneguts van intercedir i van persuadir Singer perquè suspengués el seu retorn a casa. En pocs dies es va adonar que la Kulturbund no podria funcionar més a Alemanya nazi. Va romandre a Holanda i, fins que es va adonar de la severitat de la situació, va participar fins a cert punt de les seves activitats musicals, incloent concerts al "Joodsche Schouwburg" (Teatre Jueu), que els nazis van fundar el 1941, prenent com a model l'Associació Cultural Jueva de Berlín. Amb l'ocupació nazi d'Holanda, Singer va intentar tornar als Estats Units, però depenia de l'atorgament d'una visa. Tot i això, no apareixeria cap manera d'escapar. El 15 de juliol de 1942, començaren las primeras deportacions d'Amsterdam a Auschwitz. Entre agost de 1942 i novembre de 1943, el Teatre Jueu (de totes les regions) es va fer servir com a centre de deportacions i els jueus de la regió, Singer inclòs, es van presentar allà per esperar el seu trasllat. A causa del seu 
| « | "excel·lent servei per a la comunitat artística d'Alemanya", | » |

Singer va ser enviat al camp de concentració "model" de Theresienstadt, on va morir el gener de 1944.
L'11 d'octubre de 1997, es va col·locar una placa commemorativa en honor a Singer a Mommsenstrasse, Charlottenburg.